# Piret Pormeister
Piret Pormeister (* 16. Mai 1985 in Tallinn) ist eine ehemalige estnische Skilangläuferin.

## Werdegang
Pormeister startete im Januar 2004 in Otepää erstmals im Skilanglauf-Weltcup und belegte dabei den zehnten Platz mit der Staffel. Bei den Juniorenweltmeisterschaften 2004 in Stryn errang sie den 65. Platz über 5 km Freistil, den 23. Platz im 15-km-Massenstartrennen und den 12. Platz im Sprint. Ihr erstes Weltcupeinzelrennen lief sie im März 2004 in Lahti, welches sie auf dem 56. Platz im Sprint beendete. Bei den Juniorenweltmeisterschaften 2005 in Rovaniemi kam sie auf den 59. Platz im Skiathlon und auf den sechsten Rang im Sprint. Im folgenden Jahr errang sie bei den Olympischen Winterspielen 2006 in Pragelato den 54. Platz im Sprint, den 17. Platz mit der Staffel und den 15. Platz zusammen mit Kaili Sirge im Teamsprint. Im Januar 2007 holte sie in Otepää mit dem 20. Platz im Sprint ihre ersten Weltcuppunkte. Dies war ebenfalls ihre beste Platzierung im Weltcupeinzel. Bei den nordischen Skiweltmeisterschaften 2007 in Sapporo gelang ihr der 31. Platz im Sprint, der 18. Rang zusammen mit Kaili Sirge im Teamsprint und der 15. Platz mit der Staffel. Im März 2007 gewann sie bei den U23-Weltmeisterschaften in Tarvisio die Bronzemedaille im Sprint. Bei den nordischen Skiweltmeisterschaften 2011 in Oslo belegte sie den 56. Platz im Sprint und den 11. Rang zusammen mit Triin Ojaste im Teamsprint. Die Nordic Opening 2011 in Kuusamo beendete sie auf dem 70. und die Nordic Opening 2012 auf dem 58. Platz. Bei den nordischen Skiweltmeisterschaften 2013 im Val di Fiemme errang sie den 44. Platz im Sprint und den 15. Platz zusammen mit Triin Ojaste im Teamsprint. Ihr letztes Weltcuprennen lief sie im Februar 2015 in Östersund, welches sie auf dem 56. Platz im Sprint beendete. Im selben Monat kam sie bei den nordischen Skiweltmeisterschaften in Falun auf den 43. Platz im Sprint.